# Kim Gordon
Kim Althea Gordon (Rochester, Nova York, 28 d'abril de 1953) és una cantant, guitarrista i baixista estatunidenca, membre fundadora del grup de rock alternatiu Sonic Youth.
Nascuda a Rochester, Nova York, Gordon es va criar a Los Angeles, on el seu pare era professor a la Universitat de Califòrnia. Després de graduar-se en l'Otis College of Art and Design de Los Angeles, es va mudar a la ciutat de Nova York per començar una carrera artística. Allí va formar Sonic Youth l'any 1981 juntament amb Thurston Moore, amb qui es casaria el 1984. La banda va llançar un total de sis àlbums en segells independents abans de finals de 1990. Posteriorment llançarien nou àlbums d'estudi amb el segell DGC Records, començant amb Goo el 1990.
A més de pertànyer a Sonic Youth, té discos en solitari, va ser líder de Free Kitten, membre de la banda Harry Crews, i ha col·laborat amb molts altres músics com Ikue Mori, DJ Olive, William Winant, Lydia Lunch, Alan Licht, i Chris Corsano. Com a escriptora ha publicat multitud d'assajos i articles. Entre les seves contribucions recents es troba el text per al catàleg de l'exposició Pop Politics: Activismes a 33 Revolucions (Centre d'Art 2 de Maig, Madrid, 2012-2013), comisariada per Iván López Munuera.
El 14 d'octubre de 2011 Matador Records va anunciar que després de 27 anys de matrimoni Kim Gordon i Thurston Moore se separen, posant fi a la vegada a Sonic Youth. El 2019 va editar el seu primer disc en solitari titulat "No home record".